# Timmis Motor Company

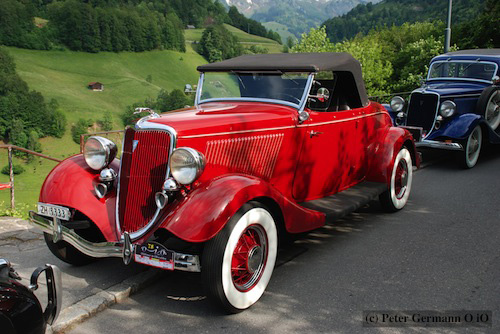
Timmis Ford V8 Roadster

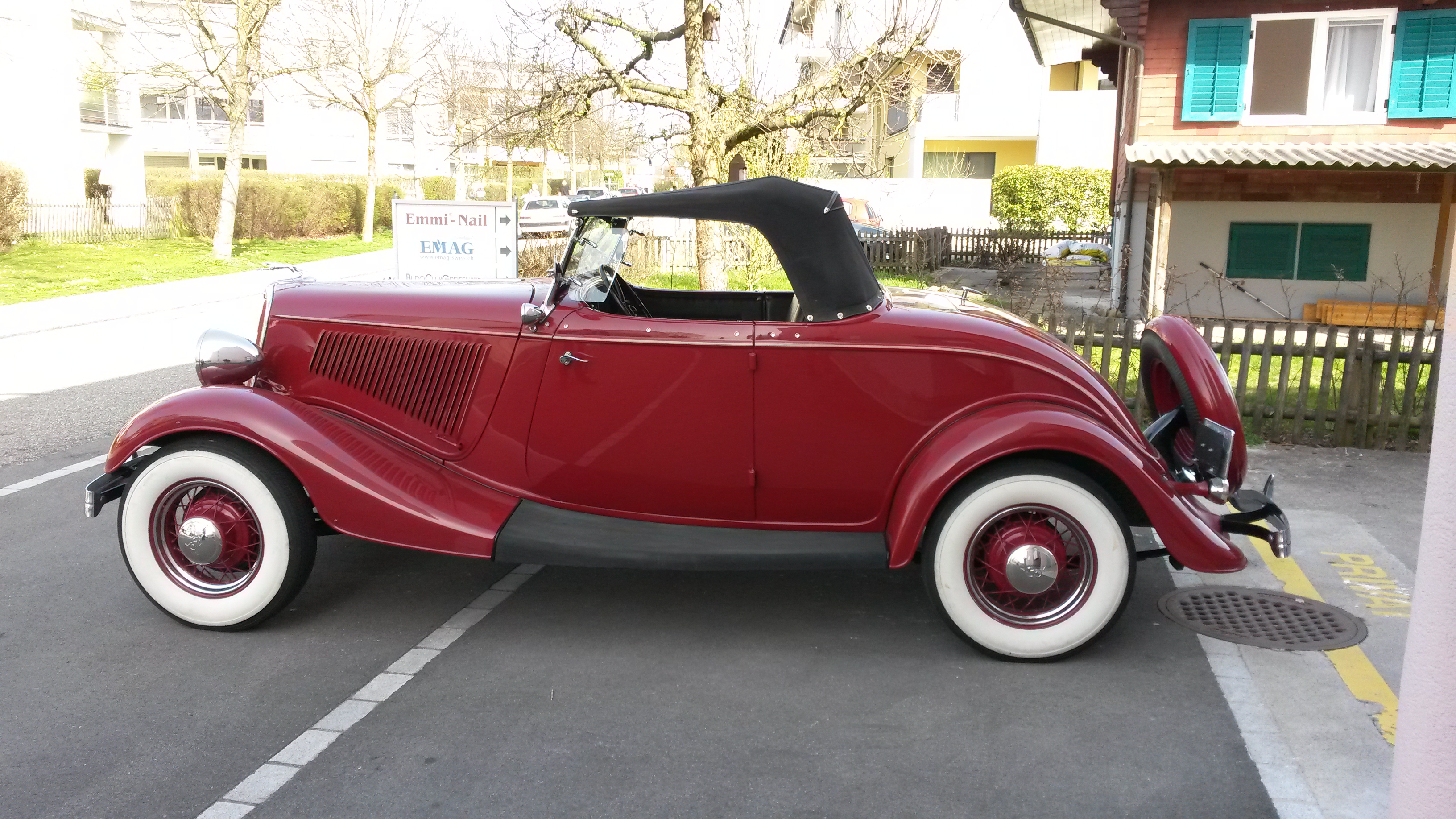
Seitenansicht

Timmis Motor Company Limited ist ein kanadischer Hersteller von Automobilen.

## Unternehmensgeschichte
Das Unternehmen wurde 1968 in Victoria zur Produktion von Automobilen gegründet. Der Markenname lautet Timmis.

## Fahrzeuge
Das einzige Modell ist die Nachbildung des Ford V8 Modell 40 als Roadster von 1934. Timmis verwendet viele alte Teile. Dazu gehört ein V8-Motor von Mercury mit 3900 cm³ Hubraum aus dem Zeitraum von 1939 bis 1948. Kraftübertragung, Differential und Bremsen stammen von der Ford Motor Company of Canada aus der Zeit von 1949 bis 1954.